# Nedelni i svetešnji Evangeliumi
Nedelni i svetešnji Evangeliumi (Nedeljni in praznični evangeliji) je kratek zvezek, ki vsebuje biblijske odlomke iz štirih evangelijev v prekmurščini. Nedelni i svetešnji evangeliumi je obnova Szvétih evangyeliomov Mikloša Küzmiča, ki so jih zadnjič izdali  leta 1921 v Gajici (Sveti evangeliomi za nedele i svetke celoga leta z navadnimi molitvami pri božoj slüžbi, pred i po poldnevi.). Zvezek je v Dolnji Lendavi tiskal Ernő Balkányi z naslovom: Nedelni i svetešnji evangeliumi objavleni v Marijinom listi leta 1939. Nedelni i svetešnji evangeliumi je zadnji delni prevod Svetega pisma v prekmurščino.
Zvezek v Predgovoru (Rojakom Slovenske Krajine širom sveta i doma!) opozori ljude na ljubezen maternega jezika pred vrati druge svetovne vojne, v času velikega pomanjkanja. Zlasti tiste prekmurske Slovence, ki živijo v tujini, na primer na Madžarskem (Porabski Slovenci), ali v Združenih državah.
Dragi slovenski rojaki! Siromaštvo vas je razgnalo po celom sveti, da slüžite krüh sebi i svojim domačim. Ne dêla sveta, v šterom ne bi roboto sin i ne bi robotila hči Slovenske Krajine. Siromaki ste, ali delavni ste, zato vas poštüjte tüjina, ar jo bogatile, gde svoje zadnje moči njej posvečüjete.

Poleg siromaštva pa vam je dober Bog v obilnosti dao tüdi veliko bogastvo. Dao vam je dvojo veliko lübezen: lübezen do njegove svete vere i do svoje slovenske materne reči.

…

Ostanite bogati nadale vu veri Jezušovoj i ka ostanete, je dokaz vaša žela, da bi radi meli pri rokaj evangeliume, Kristušove navuke. Evangeliume v domačem jeziki ste nas prosili i to ešče tisti, ki že desetletja stanüjete v tüjini i popolnoma obvladate jezik tiste države, štere kotrige ste. To je znova dokaz drügoga vašega bogastva, štero vam je dober Bog dao v vašem siromaštvi i to je lübezen do maternoga, do miloga slovenskoga jezika.

…

Za takše se ohraniti je zato spunjavanje njegove svete vole, je lübezen do njega, ki je oča vseh narodov. Ta lübezen vas bo stalno vezala na milo rojstno pokrajino o vam vzbüjala v srci spomine na tisto drago bitje, ki vam je prvič napravilo križ na čelo: na lübleno mamiko… Spomin na njo i dragoga ajteka vam zbüdi spomin na cerkev, kde ste krščeni… To so sadovi lübezni do materne reči. Naj živete vsi rojaki Slovenske Krajine v dalnoj tüjini iz vere i ste tak pravični, kak sv. apoštol Pavel nas zagotavla: „Moj pravični iz vere žive,” (Hebr. 10-38.) vam damo do rok evangeliume v jeziki, po šterom ste je bili vajeni čteti i poslüšati, da nadomestimo pomenkanje stari evangeliumskij knig, štere se več ne dobijo.

Domačim, ki živejo v Slovenskoj Krajini, pa bodo tüdi prav prišli, ki ne obvladajo v zadostnoj meri pismene slovenščine, posebno starejšim rodom.